# Patrick Boileau (batteur)
Pour les articles homonymes, voir Patrick Boileau et Boileau.
Patrick Boileau est un arrangeur et batteur français aux multiples influences, versant entre autres dans la musique bretonne et le rock celtique.

## Biographie
Il commence la batterie vers l'âge de 5-6 ans, sur des casseroles et des barils de lessive et obtient sa première batterie à 16 ans. Autodidacte, il fait ses armes dans des groupes de rock et de fusion locaux en écoutant du rock progressif, attiré par le groupe Magma et son batteur Christian Vander, King Crimson, Mahavishnu Orchestra.
À la fin des années 1980, il fonde avec Laurent Impérato (guitare) et Nicolas Neimer (basse) le groupe rock progressif Xaal   trio de musique zeuhl. Jad Ayache les rejoint puis remplace Laurent Impérato en 1989. À partir de 1996, il est le batteur d'Alain Genty Group (prog fusion celtic), Gilles Servat, Gérard Delahaye, Melaine Favennec, Louis-Jacques Suignard (batterie, arrangements, enregistrement, mixage), Gayane (batterie, enregistrement, mixage), Jacques Horogné,  Franck Lucas... En 2002 il participe au projet Land's End et rejoint le groupe Hudel.

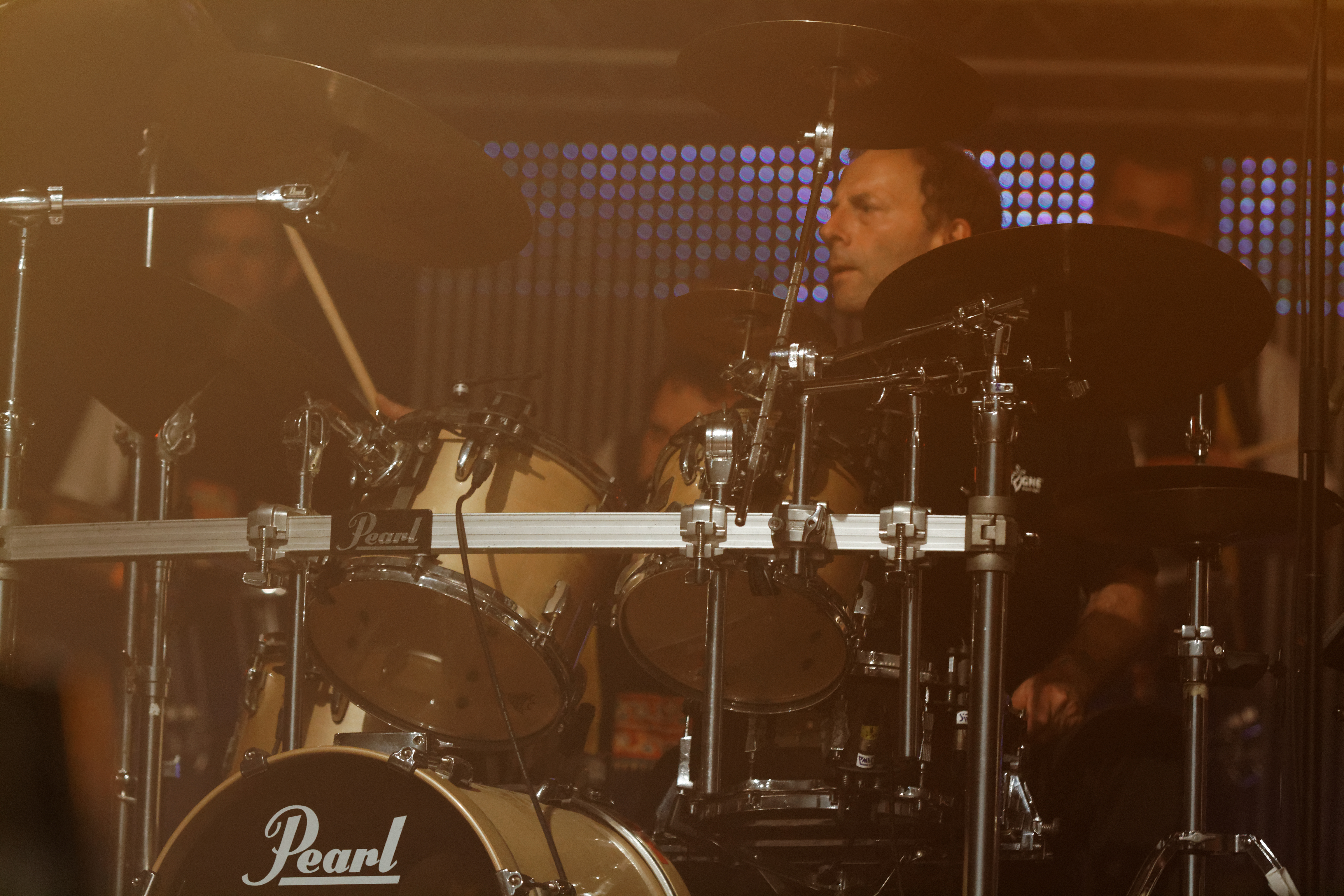
Patrick Boileau avec Dan Ar Braz et le Bagad Kemper au festival de Cornouaille 2013.

Il est de passage avec Dan Ar Braz lors de tournées en 2001 (et deviens son batteur avec le projet Celebration en 2012), avec Didier Squiban et l'Orchestre de Bretagne, avec "Les voix de la terre" de Gilles Le Bigot. En 2006 il rejoint la création Sylbàt. Il participe à plusieurs spectacles de l'opéra rock Anne de Bretagne d'Alan Simon, jusqu'à la dernière représentation qui a lieu à Nantes en septembre 2014. Dans les années 2000, il accompagne notamment Gwennyn Louarn, Gaby blues band, Olivier Gann, Philippe Jarry, Marie Bontemps. Depuis 2010 il joue dans le groupe de fest-noz TiTom (jusqu'en 2017). En 2011, il est partie prenante du projet Children in Paradise de la chanteuse Kathy Millot ; il arrange, enregistre et mixe le premier album.En 2014 il entre dans le groupe P.Y.G (« Projet Yvan Guillevic ») puis EMPTY SPACES (tribute Pink Floyd), Wired (reprises rock et blues). Il participe à une carte blanche de Philippe Ménard en 2015 puis entre dans l’équipe de la chanteuse Anne Sorgues en 2017, et des deux formations blues de Vincent Hofmann. En 2019 il est invité à rejoindre le groupe SHANA autour de la chanteuse Nelly Le Quillec, et en 2020 entre dans l’équipe de Morgan Marlet pour son album « Légendes » sur les morceaux d’Alan Simon.

## Discographie
Xaal

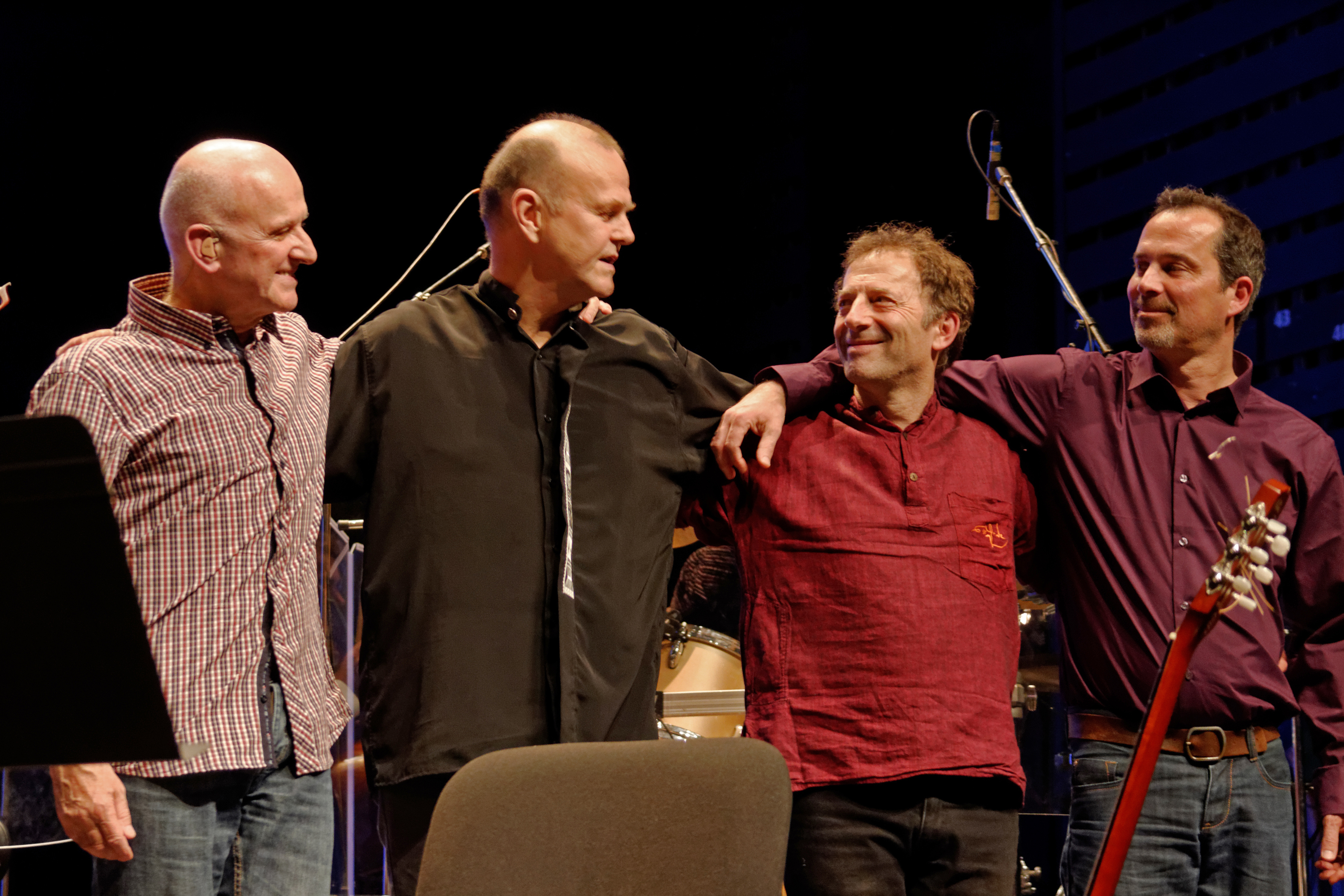
Patrick Boileau avec Dan Ar Braz et l'Orchestre symphonique de Bretagne en 2015.

- 1992 : On The Way (En Chemin) - Progressive International (percussions, enregistrement)
- 1995 : Seconde Ere - Musea (écriture, arrangements).

Gilles Servat
- 2005 : Sous le ciel de cuivre et d'eau  (Coop Breizh)
- 2006 : La Bretagne fête la Saint-Patrick, divers artistes bretons à Bercy en 2005 (Keltia Musique)
- 2006 : Je vous emporte dans mon cœur (35 ans - 35 titres) (2 CD Coop Breizh)

Gérard Delahaye
- 2004 : Vive l'amour
- 2006 : Quelle drôle de terre
- 2010 : 1000 chansons
- 2017 : Hip hip hip... Pirates !

Dan Ar Braz
- 2012 : Celebration (L'OZ Production)
- 2014 : Célébration d'un héritage (Coop Breizh)
- 2017 : Breizh eo ma bro (Sony Music)
- 2020 : Dan ar dañs

Gwennyn
- 2006 : En tu al (Keltia Musique)
- 2009 : Mammenn (Keltia Musique)
- 2011 : Kan an tevenn

Autre
- 1998 : Le grand encrier, Alain Genty
- 1999 : Fenêtres, Jacque Horogné
- 1999 : Nos iles nos amours, Melaine Favennec
- 2002 : Ruraltitude, Vivy Le Helley
- 2002 : Musique bretonne et d'ailleurs, Hudel (Keltia Musique)
- 2003 : Harmonie, Eloï et ABDM
- 2003 : Les grandes voix de Bretagne aux Tombées de la nuit
- 2003 : Pensées vagabondes, Land's End (Jean-Claude Normant)
- 2004 : Une petite lanterne, Alain Genty
- 2004 : Lodenn an ael, Louis-Jacques Suignard
- 2006 : Coup de coeur, Le Jossec-Quemener
- 2006 : He brings you flowers, Gayane
- 2007 : Tri Men, Trio EDF
- 2008 : Mara, Sylbàt (Keltia Musique)
- 2009 : Ready, Franck Lucas
- 2009 : Hors piste, Christine Merienne
- 2010 : Les éoliennes, Olivier Gann
- 2010 : S'envoler, Marie Bontemps
- 2011 : Kan tri men, trio EDF
- 2011 : Esyllt, Children in Paradise (Keltia Musique)
- 2013 : Les égarés, TITOM
- 2013 : Les sourires en plastique, Olivier Gann
- 2014 : 3 mètres au dessus du ciel, Kameron
- 2015 : Le cadeau, DOGMA
- 2017 : Do it your way, Yvan Guillevic et Anne Sorgues
- 2019 : Chouans, Alan Simon
- 2020 : légendes, Morgan Marlet